# Wera Nikolajewna Kublanowskaja
Wera Nikolajewna Kublanowskaja (geborene Totubalina, russisch Вера Николаевна Кублановская, englische Transkription Vera Nikolaevna Kublanovskaya; * 21. November 1920 in Krokino bei Belosersk; † 21. Februar 2012 in Sankt Petersburg) war eine sowjetische bzw. russische Mathematikerin. Sie entwickelte 1961 unabhängig von John G. F. Francis den QR-Algorithmus zur Bestimmung von Eigenwerten.

## Leben
Kublanowskaja war eines von neun Kindern einer Bauernfamilie. Sie besuchte einen Kurs für Grundschullehrer und wurde aufgrund ihrer exzellenten Noten in das Pädagogische Institut Gertzen in Leningrad aufgenommen, wo sie den dort unterrichtenden Mathematikprofessoren Dmitri Konstantinowitsch Faddejew und Gregor Michailowitsch Fichtenholz wegen ihres mathematischen Talents auffiel. Während des Zweiten Weltkriegs kehrte sie nach Krokino zurück, da ihre Mutter erkrankt war. Sie war dort Lehrerin und erteilte politischen Unterricht als Politruk. 
Ab 1945 studierte sie mit einer Empfehlung von Faddejew Mathematik an der Staatlichen Universität Leningrad und war ab 1948 am Steklow-Institut in Leningrad, wo sie den Rest ihrer Karriere blieb. Dort beschäftigte sie sich zunächst bis 1955 unter Leitung von Leonid Kantorowitsch mit geheimen numerischen Berechnungen zu Kernreaktoren. Die Arbeit hatte zur Folge, dass sie lange Zeit nicht ins Ausland reisen konnte. Neben ihrer geheimen Forschungsarbeit schrieb sie ihre Dissertation und wurde 1955 promoviert (Die Anwendung der analytischen Fortsetzung in numerischen Methoden der Analysis). 
Außerdem heiratete sie und hatte zwei Söhne. Ab 1955 war sie Teil einer Gruppe unter Leitung von Wera Faddejewa, die eine neue Computersprache Prorab implementierte, wozu sie vor allem Algorithmen zur Linearen Algebra schrieb. Im Rahmen dieser Arbeit entwickelte sie auch den QR-Algorithmus (in der russischen Literatur Methode der einseitigen Rotation genannt) und viele weitere Algorithmen in der numerischen linearen Algebra. 1972 habilitierte sie sich mit der Arbeit „Die Verwendung orthogonaler Transformationen zur Lösung von Problemen in der Algebra“.